# BRIT Awards 2007
La XXVII edizione dei BRIT Awards si tenne nel 2007 presso l'Earls Court. Lo show venne condotto da Russell Brand.
Gli Scissor Sisters hanno aperto lo show con una performance di ombre cinesi e marionette a grandezza naturale per interpretare il loro successo I Don't Feel Like Dancing. Da ricordare anche le performance di Snow Patrol, Amy Winehouse, The Killers, Take That, Red Hot Chili Peppers, Corinne Bailey Rae e Oasis, vincitori del premio Straordinario Contributo alla Musica.
Matt Willis, ex membro della band Busted, Lauren Laverne ed Alesha Dixon sono stati gli inviati nel backstage per ITV 2. I Brit Awards 2007 sono stati presentati in diretta, ma alcune discrepanze audio suggerirebbero una leggera differita, specialmente quando Liam Gallagher ha improvvisato nel finale con gli Oasis.

## Vincitori
- Cantante maschile britannico: James Morrison
- Cantante femminile britannica: Amy Winehouse
- Gruppo britannico: Arctic Monkeys
- MasterCard British album: Arctic Monkeys - "Whatever People Say I Am, That's What I'm Not"
- Singolo britannico: Take That - "Patience"
- Rivelazione britannica: The Fratellis
- British live act: Muse
- Cantante internazionale maschile: Justin Timberlake
- Cantante internazionale femminile: Nelly Furtado
- Gruppo internazionale: The Killers
- Album internazionale: The Killers - "Sam's Town"
- Rivelazione internazionale: Orson
- Straordinario contributo alla musica: Oasis